# Zmeinyj istotjnik
Zmeinyj istotjnik (russisk: Змеиный источник) er en russisk spillefilm fra 1997 af Nikolaj Igorevitj Lebedev.

## Medvirkende
- Sergej Makhovikov som Aleksej Grigorjevitj
- Jekaterina Guseva som Dina Sergejevna
- Olga Ostroumova som Tamara Georgievna
- Jevgenij Mironov som Andron Anatoljevitj Balasjov
- Dmitrij Marjanov som Andrej